# Ecteinascidia aequale
Ecteinascidia aequale är en sjöpungsart som beskrevs av Monniot 1987. Ecteinascidia aequale ingår i släktet Ecteinascidia och familjen Perophoridae. Inga underarter finns listade i Catalogue of Life.